# 嵐皋路
嵐皋路是中華人民共和國上海市普陀區的一條南北走向道路，北至新村路與靈石路相連，南至中山北路，长度為1260米，道路名稱來自於陝西省嵐皋縣。該道路舊址是太浜河。1958年，太浜河被填埋，並修築嵐皋路北段。1980年、1982年、1987年，嵐皋路南段陸續建成。沿途有普陀區教育學院。